# Тюляєв Павло Федорович
Павло Федорович Тюляєв (1905, село Покровка Самарської губернії, тепер Самарська область, Російська Федерація — 31 серпня 1946, Москва) — радянський партійний і державний діяч, голова Краснодарського крайвиконкому, 1-й секретар Кримського обкому ВКП(б). Депутат Верховної Ради СРСР 1-2-го скликань (у 1941—1946 роках).

## Біографія
Народився у селянській родині. У 1919—1923 роках — помічник секретаря сільської ради, діловод волосного виконавчого комітету в Самарській губернії, боєць загону частин особливого призначення (ЧОН). У 1923—1924 роках — заступник голови Покровської сільської ради Самарської губернії.
У 1924—1926 роках — голова Покровського сільського товариства із обробітку землі, у 1926—1927 роках — завідувач магазину. У 1927—1928 роках — голова колгоспу імені Сталіна Покровської сільської ради.
У 1928—1930 роках — в Червоній армії. Член ВКП(б) з 1929 року.
У 1930—1933 роках — студент Горського сільськогосподарського інституту в місті Владикавказі, здобув спеціальність агронома плодово-ягідного виробництва.
У 1933—1934 роках — редактор газети Орловської машинно-тракторної станції (МТС) Пролетарського району Азово-Чорноморського краю. У 1934—1936 роках — заступник директора Мокро-Гайлінської МТС Зимовніківського району Азово-Чорноморського краю. З 1936 року навчався на заочному відділенні історичного факультету Ленінградського державного університету.
У 1936—1937 роках — 2-й секретар Зимовніківського районного комітету ВКП(б) Азово-Чорноморського краю. У 1937 році працював 1-м секретарем Кущевського районного комітету ВКП(б) Краснодарського краю.
У липні 1937 — червні 1939 року — завідувач Сільськогосподарського відділу Краснодарського крайового комітету ВКП(б).
У липні — грудні 1939 року — заступник голови Організаційного комітету Президії Верховної Ради РРФСР по Краснодарському краю.
З грудня 1939 по січень 1940 року — голова Організаційного комітету Президії Верховної Ради РРФСР по Краснодарському краю.
З січня 1940 по липень 1944 року — голова виконавчого комітету Краснодарської крайової Ради депутатів трудящих. Під час німецько-радянської війни був членом Краснодарського штабу партизанського руху.
14 червня 1944 — 30 липня 1946 р. — 1-й секретар Кримського обласного комітету ВКП(б).
Помер у Москві 31 серпня 1946 року. Похований на Новодівочому кладовищі у Москві.

## Пам'ять
- У Краснодарі одна із вулиць у Комсомольському мікрорайоні носить ім'я Тюляєва
- У Краснодарі на будинку № 21 по вулиці Тюляєва 8 травня 2015 року відкрита меморіальна дошка Тюляєву[2]

## Нагороди
- орден Леніна (16.03.1940)
- орден «Знак Пошани» (21.02.1942) — за будівництво укріплених рубежів у Краснодарському краї
- медалі